# Doki (serie animata)
Doki è una serie animata per bambini andata in onda su Discovery Kids in America Latina dal 15 aprile 2013 al 1 luglio 2019. La serie è stata prodotta da Portfolio Entertainment.
La serie presenta un cane di sei anni di nome Doki e i suoi cinque amici; Mundi, Oto, Anabella, Gabi e Fico, che sono membri del Worldwide Expedition Club, un gruppo di viaggio. Il 12 maggio 2016, la serie è stata rinnovata per una terza stagione che ha debuttato il 4 marzo 2017. La premiere della quarta stagione dello show era inizialmente prevista per il 2020. Tuttavia, la stagione è stata effettivamente cancellata e può essere trovata solo su Vimeo dell'azienda. In Italia la serie debutta nel 2014 da Frisbee.

## Personaggi e doppiatori
- Doki: voce originale di Griffin Hook, italiana di Gaia Bolognesi[4]
- Fico: voce originale di Lucas Kalechstein, italiana di Federico Campaiola[4]
- Mundi: voce originale di Tara Emo, italiana di Eleonora Reti[4]
- Anabella: voce originale di Katie Grant, italiana di Gilberta Crispino[4]
- Oto: voce originale di Caden Hughes, italiana di Fabrizio Valezano[4]
- Gabi: voce originale di Sarah Sheppard, italiana di Fabiola Bittarello[4]